# Cesto de manzanas
Cesto de manzanas es un cuadro del pintor francés Paul Cézanne, realizado en óleo sobre lienzo. Mide 65 cm de alto y 80 cm de ancho. Fue pintado en los años 1890. Pertenece a la colección Helen Birch Bartlett Memorial, del Instituto de Arte, Chicago, Estados Unidos, donde se expone con el título de The Basket of Apples.
Pertenece al género del bodegón. Este lienzo a menudo destaca por su perspectiva dislocada. Por ejemplo, el lado derecho del sobre de la mesa no está en el mismo plano que el lado izquierdo, como si la imagen reflejara al simultáneamente dos puntos de vista. Cuadros como este ayudaron a tender un puente entre el Impresionismo y el Cubismo.